# 264 Batalion WOP
264 Batalion Wojsk Ochrony Pogranicza/Batalion Graniczny Karpackiej Brygady WOP w Sanoku – zlikwidowany samodzielny pododdział Wojsk Ochrony Pogranicza pełniący służbę na granicy polsko-czechosłowackiej.

## Formowanie i zmiany organizacyjne
Na podstawie rozkazu MBP nr 043/org. z 3 czerwca 1950, na bazie 15 Brygady Ochrony Pogranicza, sformowano 26 Brygadę Wojsk Pogranicza, a z 1 stycznia 1951 35 batalion Ochrony Pogranicza przemianowano na 264 batalion WOP.
W 1951, w związku z wymianą odcinków granicznych między Polską a ZSRR, strażnicę WOP Hulskie z 264 batalionu przeniesiono do 263 batalionu WOP Ustrzyki Dolne.
W 1956, 264 batalion WOP Sanok z 26 Brygady WOP w Przemyślu podporządkowano pod 3 Brygadę WOP w Nowym Sączu.
W 1976, w związku z przejściem na dwuszczeblowy system dowodzenia, rozwiązano batalion. W jego miejsce zorganizowano placówkę zwiadu i kompanię odwodową. Strażnice podporządkowano bezpośrednio brygadzie.
W lipcu 1983, w strukturach Karpackiej Brygady WOP odtworzono bataliony graniczne WOP w: Sanoku i Nowym Targu, w strukturach których funkcjonowały strażnice WOP .
Zarządzeniem nr 012 Komendanta Głównego Straży Granicznej z 7 maja 1991 w sprawie rozwiązania jednostek WOP oraz utworzenia jednostek organizacyjnych Straży Granicznej Minister Spraw Wewnętrznych polecił z dniem 16 maja 1991 rozwiązać Batalion Graniczny Karpackiej Brygady WOP w Sanoku istniejący według etatu nr 44/135 o stanie osobowym na okres „W” 850 żołnierzy i 5 pracowników cywilnych oraz na okres „P” 299 żołnierzy i 4 pracowników cywilnych.

## Struktura organizacyjna
W 1954 batalionowi podlegały:
- 169 strażnica WOP Wetlina
- 170 strażnica WOP Roztoki Górne
- 171 strażnica WOP Wola Michowa
- 172 strażnica WOP Łupków
- 173 strażnica WOP Radoszyce.

Struktura batalionu i numeracja strażnic na dzień 1.01.1960:
- Dowództwo batalionu WOP – Sanok
- 27 placówka II kategorii – Ożenna
- 28 placówka II kategorii – Barwinek
- 29 placówka II kategorii – Lipowiec
- 30 placówka II kategorii – Radoszyce
- 31 placówka II kategorii – Łupków
- 32 placówka II kategorii – Wola Michowa
- 33 placówka II kategorii – Roztoki
- 34 placówka II kategorii – Wetlina.

1 stycznia 1964 batalionowi WOP Sanok podlegały:
- 21 placówka WOP II kategorii Ożenna
- 22 placówka WOP II kategorii Barwinek
- placówka kontroli małego ruchu granicznego II kategorii Barwinek
- placówka kontroli małego ruchu turystycznego Barwinek
- 23 placówka WOP II kategorii Lipowiec
- 24 placówka WOP II kategorii Komańcza
- 25 placówka WOP II kategorii Łupków
- 26 placówka WOP II kategorii Roztoki
- placówka kontroli małego ruchu granicznego II kategorii Roztoki Górne
- 27 placówka WOP II kategorii Wetlina.

## Dowódcy batalionu
- kpt. Jan Doliński (do 1951)
- kpt. Baca (do 1971).